# Josef Hämmerle
Josef Hämmerle (* 7. Mai 1886 in Lustenau; † 28. Mai 1939 ebenda) war ein österreichischer Politiker (CSP) und Stickereifabrikant
. Er war von 1931 bis 1938 Abgeordneter zum Vorarlberger Landtag. 

## Ausbildung und Beruf
Hämmerle besuchte die Volksschule in der Marktgemeinde Lustenau und war nach dem Abschluss der Pflichtschule drei Jahre lang als Handsticker beschäftigt. Nach einer Zeit als Pantographsticker in einem Stickereiunternehmen machte er sich im Jahr 1909 als Sticker mit einem eigenen Unternehmen selbständig. Er diente zwischen 1915 und 1918 während des Ersten Weltkriegs in der Armee und führte nach seiner Rückkehr aus dem Krieg ab dem Jahr 1918 seinen 1909 gegründete Stickereibetrieb weiter. 

## Politik und Funktionen
Hämmerle war Mitglied der Christlichsozialen Partei und engagierte sich zudem als Mitglied der Stickereigenossenschaft. Hier war er auch als Obmann der Krankenkasse aktiv. Er war des Weiteren Mitglied der Vorarlberger Handelskammer und Mitglied des Turnerbundes Lustenau. Ab dem Jahr 1924 wirkte er lokalpolitisch als Mitglied der Gemeindevertretung seiner Heimatgemeinde Lustenau, des Weiteren war er ab dem 22. Dezember 1931 als Abgeordneter zum Vorarlberger Landtag aktiv. Hämmerle war dabei dem Abgeordneten Adolf Hämmerle nachgefolgt und war zunächst Mitglied im Finanz- und Steuerausschuss sowie im Energieausschuss. Im Sitzungsjahr 1932 war er Mitglied im Rechtsausschuss, danach während der Sitzungsjahr 1932/33 bzw. 1934 Mitglied im Volkswirtschaftlichen Ausschuss und zuletzt Mitglied im Finanzausschuss. Hämmerle gehörte dem regulären Landtag bis zur Auflösung am 13. November 1934 an und wurde 1934 als Standesvertreter des Gewerbes vom Vorarlberger Landeshauptmann zum Mitglied des Ständischen Landtags berufen. Er gehörte in der Folge vom 14. November 1934 bis zum Anschluss Österreichs am 12. März 1938 dem Ständischen Landtag Vorarlbergs an.

## Privates
Josef Hämmerle wurde als Sohn des Landwirteehepaars Gebhard und Berta Hämmerle geboren. Er heiratete 1922 Frieda Hämmerle und wurde 1908 Vater einer Tochter. 